# Charlie Taylor (piłkarz)
Charles James Taylor (ur. 18 września 1993 w Yorku w Anglii) – piłkarz występujący na pozycji obrońcy w Burnley.